# Johan Marthe Collot d'Escury
Johan Marthe baron Collot d'Escury (Sliedrecht, 6 juli 1742 - Den Haag, 1 december 1817) was een Nederlands politicus.

## Familie
Collot d'Escury, lid van de familie Collot d'Escury, was een zoon van Simon Petrus Collot d'Escury (1719-1800), onder andere burgemeester en schepen van Gorinchem en lid van de provinciale rekenkamer, en Charlotte Elisabeth van der Burch (1722-1755). Hij was een broer van Robert Collot baron d'Escury, burgemeester van Den Haag. Bij Koninklijk Besluit van 14 januari 1816, nr 52, werd Collot d'Escury met twee broers ingelijfd in de Nederlandse adel met de titel van baron. Hij trouwde met Wilhelmina Christina barones du Tour (1747-1823). Uit dit huwelijk werden negen kinderen geboren, waaronder zoons Hendrik (1773-1845) en Carel (1779-1828), die beiden actief werden in de politiek.

## Loopbaan
Collot d'Escury was page en onderstalmeester van prins Willem V. In 1768 werd hij poorter van Rotterdam, waar hij tal van bestuursfuncties bekleedde; hij was onder meer controleur der convooien en licenten (1768-1795), raad (1774-1795), schepen (vanaf 1774), weesmeester (1776-1789), fabrieksmeester (1780-1783), rekenmeester (1780-1781, 1784-1786, 1788, 1791), boonheer (1783, 1787, 1792) en burgemeester (1789, 1790, 1793, 1794).
Hij was daarnaast gedeputeerde ter Staten van Holland (1776-1780, 1782, 1783, 1788-1795), lid van het departementaal bestuur van Holland (1802-1805) en lid van de nieuwe Staten-Generaal der Verenigde Nederlanden (1814-1815). Van 17 oktober 1815 tot 1 december 1817 was hij lid van de Tweede Kamer der Staten-Generaal.
Collot d'Escury werd benoemd tot ridder in de Orde van de Unie (1807) en ridder in de Orde van de Reünie (1812). Hij overleed in 1817 op 75-jarige leeftijd.
- Biografisch Portaal: 03973074
- International Standard Name Identifier: 0000 0003 9200 9549
- Nederlandse Thesaurus van Auteursnamen: 070386838
- Parlement.com: vg09llsimjte
- Virtual International Authority File: 285918626